# ひむバス!
『ひむバス!』は、2021年11月3日よりNHK総合テレビジョンで放送されている日本のドキュメントバラエティ番組。バナナマンの日村勇紀の冠番組でもある。2025年4月3日よりレギュラー化された。
2024年度までは不定期放送だったが、2025年度よりレギュラー化され、毎週木曜日20:15からの放送となった（近畿広域圏は土曜10:05 - 〈9日遅れ〉）。

## 概要
「ひむバス」という名前のバスをバナナマンの日村勇紀が運転し、「送迎」を通して地域の人々との交流を映す。日村は初回放送発表後にバスの運転手になることが夢であったとして、その夢が番組で叶ったことを驚きとともに語っている。日村が運転する「ひむバス」の車体のデザインは漫画家の浦沢直樹が担当した。また、ナレーションは不定期特番時は女優の白石麻衣が、レギュラー放送時は週替わりゲストが務める。
日村は以前から「バスの免許を取って仲間を乗せて遊びに行きたい」という夢をラジオで語っており、2014年4月からスタートしたアイフルのテレビCMで運転手役を演じ、2019年にマイクロバスが運転できる中型自動車免許を取得していた。

## 内容

### 特番時代
| #  | 初回放送日     | 訪問地                                    | 備考 |
| -- | -------------- | ----------------------------------------- | --- |
| 1  | 2021年11月3日  | 秋田県横手市 岩手県陸前高田市             | 陸前高田市では東日本大震災で息子を亡くした家族を花火大会まで送り届けた。秋田県の東成瀬村では、4世代家族の恒例行事であるなべっ子遠足をお手伝いした。 同年12月22日には未公開シーンを追加した拡大版（DX便）を放送。 |
| 2  | 2022年7月18日  | 愛知県名古屋市 石川県珠洲市               | |
| 3  | 2022年11月19日 | 長崎県島原市 神奈川県海老名市             | 8:15 - 9:00枠で放送。当初は11月3日の同時間帯に放送される予定だったが、北朝鮮のミサイル発射によるJ-Arart発出により同日の放送を中止、16日遅れでの放送となった。 |
| 4  | 2022年12月21日 | 福井県福井市 NHK放送センター 大分県国東市 | 「ゴールデンSP便」として、番組初のゴールデンタイムで放送され、芸能人として初めての乗客となるなにわ男子を仕事現場まで送迎した。 2023年3月23日には福井市の結婚式のエピソードを、未公開の場面を加えて再構成した「福井・結婚式SP便」として放送。 |
| 5  | 2023年5月10日  | 福島県双葉郡富岡町 茨城県ひたちなか市     | 震災による原発事故で故郷を離れた20歳の大学生を福島県富岡町まで送迎。幼い頃の思い出がつまった場所をめぐる。大好きだった担任の先生にもう一度会いたい！12年ぶりの再会に涙▽茨城では88歳米寿のお祝いでサプライズ！おじいちゃんにバレずに成功なるか！？コロナ禍もあり4世代家族が初めて全員集合。記念に最高の家族写真を撮影したい！地元の大人気スポット・ネモフィラの絶景へ！                                  |
| 6  | 2023年7月19日  | 北海道空知郡南富良野町 中野サンプラザ     | 2023年7月23日（日曜日）の12:15 - 13:00には、一部地域で高校野球地方大会中継を放送することへの配慮から『NHKのど自慢』のレギュラー放送を休止していたため、他地域のうち近畿広域圏を除く放送局で再放送を実施。 |
| 7  | 2023年9月20日  | 新潟県糸魚川市                            | ▽廃業の危機に瀕した小さな温泉宿を救え！日村運転手がPR大作戦▽東京から新潟の秘境に移住した家族の物語▽流しそうめん！スイカ割り！川あそび！山奥にある小さな集落で過ごした忘れられない夏の日▽山に海、大自然と美しい夕日の絶景の中をひむバスが走る！▽断層の上に建つ酒蔵へ！西日本と東日本の水は味が違う！？                                                                                                   |
| 8  | 2023年11月29日 | 東京都江東区 長野県飯田市                 | 長野県飯田市では町のシンボル、リンゴ並木を守り続ける中学生を送迎。りんご並木ができて70年の記念の年に特別なりんごジュースを作りたいという生徒たちの思いを叶えるためお手伝いする。▽外国人観光客のみなさんを送迎し、東京・下町ツアーへ！世界各地からやってきた乗客を江戸風情が残る商店街や神社にご案内。どうしても食べたいというアレを探して日村さんが奔走！外国人が感じる、日本の意外な魅力を再発見する。 |
| 9  | 2024年2月23日  | 佐賀県佐賀市 乃木神社                     | 日村さんの夢が実現！ナレーション白石麻衣も感激！乃木坂46を二十歳のお祝いイベントまで送迎し、メンバーの晴れ舞台を見届ける。一ノ瀬美空・岩本蓮加・岡本姫奈・川﨑桜・黒見明香・清宮レイ・林瑠奈・松尾美佑▽佐賀で閉店する創業100年の老舗料亭で最後の一日をお手伝い。せっかくなので幻の魚エツの名物料理をごちそうに。家族のお祝い事や新年会・忘年会など地元で愛され続けたお店の最後に立ち合い感動の涙。      |
| 10 | 2024年5月5日   | 熊本県天草市                              | |
| 11 | 2024年6月16日  | 富山県五箇山                              | 美しい日本の原風景が残る富山の秘境・五箇山地域でお手伝い▽春の訪れを告げるお祭りに参加するため故郷に帰ってきた若者をサプライズ送迎！小さな集落で家族のように育った仲間たちの物語▽ふるさとに伝わる獅子舞を守りたい▽春祭りの名物・熊汁をごちそうに！築300年！日本最大級の合掌造り家屋も▽過疎化が進む集落で12年ぶりのハッピーウェディング！花嫁をお披露目                                                   |
| 12 | 2024年7月21日  | 北海道利尻町利尻島                        | |
| 13 | 2024年9月29日  | 三重県伊賀市                              | |
| 14 | 2024年10月31日 | 岐阜県関ケ原町                            | |
| 15 | 2024年11月24日 | 山形県鶴岡市                              | |
| 16 | 2024年12月26日 | 神奈川県横浜市                            | |
| 17 | 2025年1月12日  | 島根県出雲市                              | |
| 18 | 2025年2月23日  | 兵庫県神戸市                              | |
| -  | 2025年3月20日  | 特番時代に送迎した場所                    | 春の送迎まつり！ |

### レギュラー放送

#### 2025年
| #  | 初回放送日 | 訪問地           | ナレーション          | 備考 |
| -- | ---------- | ---------------- | --------------------- | --- |
| 19 | 4月3日     | 千葉県いすみ市   | 山下美月              | 「菜の花列車」で知られる人気ローカル線「いすみ鉄道」は去年１０月の脱線事故で現在運休中。３年間通学で利用した地元の高校生たちが卒業記念に駅で思い出を残したいという願いをお手伝い▽通学仲間の幼なじみと制服姿で最後の記念写真▽ショート動画「景色バン」の撮影▽青春の味は焼き鳥！？日村が若手時代お世話になったあの人のお店へ▽最後の半年間、乗車できなかった生徒にサプライズ |
| 20 | 4月10日    | 長崎県対馬市     | ケンドーコバヤシ      | プロレスで九州を元気にするばい！を合言葉に活動する地方プロレスをお手伝い▽入場料は無料！長崎県対馬市で開催される大会で選手を送迎＆チラシ配りで観客集め▽阿蘇山、桜島、明太子、個性的なレスラーが続々登場！アメリカWWEで活躍した世界のTAJIRIも▽初観戦のちびっ子たちも大興奮！あの天然記念物のマスクマンに扮した日村さんがラリアット！？ |
| 21 | 4月17日    | 熊本県熊本市     | 森田ひかる （櫻坂46） | 熊本市の定時制高校太鼓部のみなさんを全力応援▽年に一度の大舞台！会場まで送迎▽様々な事情で定時制に通う生徒たちの太鼓にかける青春！ようやく見つけた居場所・大切な仲間との出会い▽子どもたちの晴れ舞台を見届けるご家族も送迎！▽それぞれの思いを和太鼓の演奏にこめて！部員全員が心をひとつに▽大迫力の和太鼓の演舞に日村さんも挑戦 |
| 22 | 5月8日     | 青森県弘前市     | 王林                  | 青森・弘前大学では先輩学生が新１年生の新生活をサポートする制度がある。同じ学生ならではの視点で後輩たちに部屋探しや保障・保険関係などを案内。ひむバスが部屋の内見のために移動する新入生とご家族、案内役の先輩学生を送迎する▽日村さんも大興奮！バス・トイレ別、家電付き、ロフト付きなどイマドキ大学生の理想の部屋を見学▽北国ならではの設備に弘前名物のお菓子も！ |
| 23 | 5月15日    | 鹿児島県鹿児島市 | 上白石萌音            | 鹿児島市の高台にある永吉団地では５年前に路線バスが廃止に！団地にある地獄坂と呼ばれる坂道に苦労する住民たちをお手伝い▽地域の交流の場だったバスの車内▽廃止でとじこもりがちのご近所さんと久しぶりのおでかけ！桜満開のお花見会場へ送迎▽ナレーターの鹿児島出身・上白石萌音も大好きなご当地グルメ「がね」＆よく歌っていた地元の童謡「茶わんむしのうた」▽思い出サプライズ！バス運転手との５年ぶりに再会に感動の涙 |
| 24 | 6月12日    | 神奈川県横須賀市 | 是永千恵              | おかえり「しらせ」！今回は日村さんが心待ちにしていた特別な送迎▽２０２４年１２月放送・南極に出発する砕氷艦「しらせ」の隊員と家族を送迎した回の続編▽南極での過酷な任務を終えて帰国！隊員と家族の半年ぶりの再会をお手伝い▽待ち焦がれた再会に家族が涙！夫が不在のなか初めての子育てに奮闘した新婚の妻・息子の無事を祈り続けた父と母▽日村さんに重大ミッション！帰国直後の結婚式で心をこめてサプライズ大作戦 |
| 25 | 6月19日    | 兵庫県淡路島     | キムラ緑子            | 淡路島で暮らす祖父母の金婚式をお祝いしたい！長野のお孫さんから番組にお手伝いの依頼が▽２人が出会った記念すべき場所に結婚式を挙げた神社も！５０年の歴史をたどる特別バスツアー▽父と娘が思い出の場所で再現写真▽親族２８人が集まる大宴会に日村さんもギターで飛び入り参加！あの名曲を披露▽結婚から５０年ずっと言えなかった感謝の言葉！妻への初めてのラブレターに感動 |
| 26 | 7月10日    | 鹿児島県霧島市   | 市川紗椰              | 鹿児島・霧島市の「ＮＨＫのど自慢」（2025年6月1日放送分）で送迎のお手伝い！出場者に応援団、ゲストの由紀さおりさん＆ＭＡＸのみなさんを会場まで送り届けます▽放送開始８０年！番組の舞台裏に潜入し日村さんが大興奮▽本番で重要なミッションが！出番直前のみなさんを全力応援▽生放送中にサプライズ出演も！その真相とは？▽バスガイドは廣瀬智美アナウンサーが担当！歌にこめられたドラマに感動の涙 同年7月27日（日曜）12:15 - 13:00に2回分の内容に未公開部分を加えて再構成した『「NHKのど自慢」送迎!デラックス便』を放送。ナレーションは小田切千。 |
| 27 | 7月17日    | 鹿児島県霧島市   | 市川紗椰              | 鹿児島・霧島市の「ＮＨＫのど自慢」（2025年6月1日放送分）で送迎のお手伝い！出場者に応援団、ゲストの由紀さおりさん＆ＭＡＸのみなさんを会場まで送り届けます▽放送開始８０年！番組の舞台裏に潜入し日村さんが大興奮▽本番で重要なミッションが！出番直前のみなさんを全力応援▽生放送中にサプライズ出演も！その真相とは？▽バスガイドは廣瀬智美アナウンサーが担当！歌にこめられたドラマに感動の涙 同年7月27日（日曜）12:15 - 13:00に2回分の内容に未公開部分を加えて再構成した『「NHKのど自慢」送迎!デラックス便』を放送。ナレーションは小田切千。 |

## 出演

### 現在
- 日村勇紀 - バス運転手
- 安藤結衣 - バスガイド（出演時点では広島放送局所属。第3弾（2022年11月19日）、第4弾（2022年12月21日）、第8弾（2023年11月29日）、第9弾（2024年2月23日）、第17弾（2025年1月12日））
- 森田茉里恵 - バスガイド（出演時点では協会本部メディア総局アナウンス室所属。第5弾（2023年5月10日）、第7弾（2023年9月20日）、第10弾（2024年5月5日）、第12弾（2024年7月21日）、第13弾（2024年9月29日）、第15弾（2024年11月24日）、第16弾（2024年12月26日）、第18弾（2025年2月23日）、第19弾（2025年3月20日）、レギュラー版（2025年4月3日 - ）[20]。
- 是永千恵 - バスガイド（第6弾出演時点では札幌放送局所属。レギュラー版から協会本部メディア総局アナウンス室所属。第6弾（2023年7月19日）、第14弾（2024年10月31日）、レギュラー版（2025年6月12日 - ）[20]
- 宮﨑あずさ - バスガイド（出演時点では協会本部メディア総局アナウンス室所属。レギュラー版、2025年5月8日 - ）[20]
- 廣瀬智美 - バスガイド[注 7]（出演時点では協会本部メディア総局アナウンス室所属。レギュラー版、2025年7月10日・17日）[21]

### 過去
特番時代
- 堀菜保子 - バスガイド[22]（出演時点では協会本部メディア総局アナウンス室所属。第1弾（2021年11月3日）、第2弾（2022年7月18日）、第4弾（2022年12月21日））
- 中川安奈 - バスガイド（出演時点では協会本部メディア総局アナウンス室所属。第2弾（2022年7月18日）、第3弾（2022年11月19日）、第4弾（2022年12月21日）、第8弾（2023年11月29日）、第11弾（2024年6月16日））
- 白石麻衣 - ナレーター。不定期特番時代。

### 芸能人乗客者
- なにわ男子 - 特番第4弾
- MTR＆Y - 特番第6弾
- 乃木坂46（一ノ瀬美空、岩本蓮加、岡本姫奈、川﨑桜、黒見明香、清宮レイ[注 8]、林瑠奈、松尾美佑） - 特番第9弾
- 由紀さおり、MAX - レギュラー版26、27弾